# 谷山豊
谷山 豊（たにやま とよ〈ゆたか〉 、1927年〈昭和2年〉11月12日 - 1958年〈昭和33年〉11月17日）は、日本の数学者。理学博士。

## 来歴
埼玉県北埼玉郡騎西町（現在の加須市騎西地域）出身。開業医の家庭に、八人兄弟の六番目として生まれる。
旧制埼玉県立不動岡中学校（現在の埼玉県立不動岡高等学校）を経て、旧制浦和高等学校（現在の埼玉大学）に進学。身体が弱かったため2年休学して1950年に卒業。この頃に高木貞治の『近世数学史談』を読み、数学者を志すようになる。
その後、東京大学理学部数学科、同助手を経て、1958年に東京大学助教授に就任。同年5月、理学博士（東京大学。学位論文の題は『Jacobian varieties and number fields』）。10月には婚約が決まり、プリンストン高等研究所からの招聘を受けるが、その矢先の11月17日に豊島区池袋の自宅アパートでガス自殺を遂げる。享年32（満31歳没）。兄と久賀道郎に宛てた遺書は大学ノート3枚に及び、その冒頭には、
と綴られていた。没後、従七位に叙せられている。墓は善応寺（加須市）。戒名は「理顕明豊居士」。
その後、婚約者・鈴木美佐子も、遺書に「私たちは何があっても決して離れないと約束しました。彼が逝ってしまったのだから、私もいっしょに逝かねばなりません」と書き残して12月2日にガス自殺を遂げている。翌年1月25日、谷山・鈴木両家による「葬婚式」が行われた。善応寺にある谷山の墓には鈴木の遺骨も埋葬され、墓石には二人の戒名が並んで刻まれている。

## 業績
業績として、アーベル多様体の高次元化、虚数乗法論。谷山–志村予想（{\displaystyle \mathbb {Q} }上に定義された全ての楕円曲線はモジュラーである）がある。前者は谷山の死後志村五郎がその研究を発展させ、後者は志村が定式化した。

### 谷山による問題（谷山・志村予想の原型）
谷山予想は、1955年9月に栃木県日光市で開かれた代数的整数論の国際会議で、日本の若手の出席者が中心となって未解決の興味ある問題を集め、それを英訳して配布したものの中に問題という形で、今日「谷山予想」と呼ばれているものの原型が含まれていた、といわれている。この時配布されたものは印刷されずに終わったが、後に、英文によるものは『谷山豊全集』pp.147-148に、また日本語訳のものは『数学』第7巻第4号(岩波書店)に掲載された。以下の2つの問題が、谷山予想の原型である。

## 人物
- 読書家であった。愛読書は、アントン・チェーホフの作品[9][15]や『死靈』（埴谷雄高）[15]。後に婚約者となる鈴木美佐子との出会いも、シェイクスピアの作品を原典で読む読書サークルだった[15]。

- 盟友だった志村五郎は、谷山を次のように評している。

志村は、1958年9月に谷山から手紙を受け取っており（当時、志村はプリンストン高等研究所に短期で招聘されていた）、その約2ヶ月後に自殺したことについて「それはあまりに突然だった。（中略）まったくわけがわからなかった。」としている 。谷山の死後、以下のように述べている。

## 著書
- 谷山豊全集刊行会 編『谷山豊全集』谷山豊全集刊行会、1962年。 NCID BA50603318。－家族や友人の自費出版で刊行された。
  - 杉浦光夫ほか 編『谷山豊全集』（増補版）日本評論社、1994年10月。ISBN 4-535-78209-1。 NCID BN11487616。－旧版に書簡や論文を加え、新たに著作目録・略伝を付記した。
  - 杉浦光夫ほか 編『谷山豊全集』（新版）日本評論社、2018年12月。ISBN 978-4-535-78886-2。 NCID BB27371864。－旧版未収録の書簡や写真が新たに加わった。

### 共著
- 志村五郎『近代的整数論』 第2、共立出版〈現代数学講座〉、1956-1957。NDLJP:1380977。